# Сенат Канаде
Сенат Канаде (енгл. Senate of Canada, фр. Sénat du Canada) горњи је дом Парламента Канаде.
Сенат се састоји из 105 чланова које именује генерални гувернер Канаде на предлог премијера. Мјеста се дијеле по областима, и свака област има двадесет и четири мјеста. Сенатори могу бити чланови до своје седамдесет и пете године (75).
Сенат је горњи дом, а Дом комуна доњи дом Парламента. Међутим, то не значи да Сенат има више власти него Дом комуна. Сасвим супротно, више преовладава Дом комуна. Иако за доношење закона треба пристанак оба дома, ријетко се дешава да Сенат одбије законске предлоге демократски изабраног Дома комуна. Кабинет Канаде није одговоран Сенату, него само Дому комуна.

## Законодавна власт
Иако законске предлоге могу предлагати оба дома, већина предлога се подноси у Дому комуна. Да би законски предлог постао закон, потребна је сагласност оба дома Парламента и њихова овлашћења су једнака, осим два изузетка:
- Према британском обичају, горњи дом не може предлагати финансијске законе. Та забрана је одређена Уставним актом 1867.
- Дом комуна може прегласати одлуку Сената да не прихвати уставни амандман, али мора чекати 180 дана.

## Односи са Кабинетом
За разлику од Дома комуна, Сенат има веома ограничену власт у контроли рада Кабинета Канаде. Само Дом комуна може смијенити премијера или тражити да се распусти Парламент.
Већина чланова Кабинета су посланици Дома комуна, а не сенатори. Сви премијери од 1896. године су били посланици у Дому комуна. У састав Кабинета већином улази један сенатор — вођа позиције у Сенату.

## Сенатори
Право да именује сенаторе припада генералном гувернеру Канаде; већином се именовања врше на предлог премијера Канаде. Премијер често предлаже у Сенат чланове своје партије, али се понекад именују и независни чланови и чланови опозиционе партије. Највећи број чланова Сенату су бивши чланови Кабинета или бивши провинцијски премијери. Сви сенатори су дужни да живе у провинцији или територији коју представљају.
| Провинција или територија | Број сенатора | Становника по сенатору (попис 2001) |
| ------------------------- | ------------- | ----------------------------------- |
| Њуфаундленд и Лабрадор    | 6             | 85 488                              |
| Острво Принца Едварда     | 4             | 33 824                              |
| Нова Шкотска              | 10            | 90 801                              |
| Њу Брансвик               | 10            | 72 950                              |
| Квебек                    | 24            | 301 562                             |
| Онтарио                   | 24            | 475 419                             |
| Манитоба                  | 6             | 186 597                             |
| Саскачеван                | 6             | 163 156                             |
| Алберта                   | 6             | 495 801                             |
| Британска Колумбија       | 6             | 651 290                             |
| Нунавут                   | 1             | 26 745                              |
| Сјеверозападне територије | 1             | 37 360                              |
| Јукон                     | 1             | 28 674                              |

До 1965. године сенатори су имали доживотни мандат. Међутим, након доношења Акта о Британској Сјеверној Америци из 1965, чланови Сената не могу бити старији од седамдесет и пет година (75). Сенатори који су именовани пре доношења тог закона су могли наставити да сједе доживотно.
Сама подела сенатора по групама покрајина, а не по појединачним покрајинама је предмет велике контроверзе међу Канађанима. Наиме, по тренутном систему, ситније покрајине попут Њу Бранзвика и Нове Шкотске имају више сенатора од две најнастањеније покрајине на западу Канаде, Британске Колумбије и Алберте, које саме по себи имају више становника појединачно од ове две атлантске покрајине заједно. Поред тога, и систем именовања сенатора се сматра изразито недемократским и застарелим. Због тога је 1992. био припремљен уговор из Шарлоттауна, пакет амандмана на уставне акте Канаде којим би се Сенат реформисао да испуни принципе "три Е": изабран (elected), ефикасан (effective) и једнак (equal). По овом систему, свака од покрајина би бирала 6 сенатора, свака територија једног сенатора, а по потреби и посебном нахођењу могли би да се додатно именују индијански и инуитски сенатори. Међутим, сам пакет је оборен на референдуму октобра те исте године претежно због притиска Квебечана који су сматрали да се смањењем броја њихових сенатора врши удар на њихову културу.
Сенатори могу примати допунску плату ако они извршавају допунске обавезе као што су нпр. предсједавање Сенатом. Сенатори се налазе на двадесет и четвртом мјесту у поретку старјешинства, непосредно пред посланицима Дома комуна и послије федералних и провинцијских судија.

## Часништво

### Спикер
Спикера Сената именује генерални гувернер Канаде након избора премијера. Спикеру помаже тзв. спикер pro tempore којег Сенат бира на почетку сваког парламентарног засједања. Када спикер не може предсједавати, то ради спикер pro tempore. Према Акту о Парламенту Канаде из 1985, спикер може именовати другог сенатора да привремено врши његове дужности. У вријеме вршења своје дужности, спикер је дужан да буде непристрасан, иако је он можда члан неке политичке партије.
Спикер руководи засједањима Сената и позива на тумачење Устава када неки сенатор сматра да је нарушен пословник. За разлику од спикера Дома комуна, спикер Сената гласа не само у случају равне подјеле гласова него у свим случајевима као и остали сенатори.

### Лидери
Лидер владе у Сенату је члан Кабинета који у име њега подноси законске предлоге у Сенат. Лидер је сенатор којег бира премијер Канаде и уједно члан Кабинета.
Лидера опозиције у Сенату обично бира лидер опозиције у Дому комуна. Ако је званична опозиција у Дому комуна друга партија него што је то у Сенату, онда опозициона партија у Сенату бира свог лидера.

### Службеници
Функционери који нису сенатори су: секретар, помоћник секретара, правни секретар и многи други секретари. Са тим функционерима спикер и сенатори се савјетују поводом Устава и одржавања засједања Сената.
Други функционер је помоћник са црним жезлом који се стара о одржавању унутрашњег реда у сали Сената. Његово име долази од црног церемонијалног жезла кога он носи. Та дужност одговара дужности војног наредника у Дому комуна, али му је улога више церемонијална.

## Одбори
Одбори се могу образовати за различите задатке. Најчешће одбори претресају законске предлоге и могу предлагати законске амандмане. Неки одбори се такође образују ради контроле над министарствима и владиним органима.
Најбројнији одбор Сената је Пленарни одбор кога чине сви сенатори. Пленарни одбор засједа у сали Сената, али правила су другачија него на засједањима Сената. На примјер, не постоји ограничење колико пута може један сенатор да говори о неком законском предлогу.
У Сенату постоје такође стални одбори који су формирани за посебну грану државне управе (нпр. за финансије или транспорт). Сваки стални одбор се састоји од 9 до 15 чланова и бира свога предсједника.
Такође постоје заједнички односно мјешовити одбори који се састоје истовремено од сенатора и посланика. Парламент такође може оснивати мјешовите одборе ради разматрања важнијих предмета.